# Lycée Victor Justin Sathoud
 (août 2025).
Si vous disposez d'ouvrages ou d'articles de référence ou si vous connaissez des sites web de qualité traitant du thème abordé ici, merci de compléter l'article en donnant les références utiles à sa vérifiabilité et en les liant à la section « Notes et références ».
Lycée Victor Justin Sathoud est un établissement d'enseignement secondaire situé à Dolisie (Niari) en république du Congo. Il est reconnu pour la qualité de son enseignement et son rôle important dans la formation des élèves de cette région du pays.

## Histoire
Le lycée a été créé dans les années 1970 sur l'initiative de Victor-Justin Sathoud, un homme politique et administrateur régional qui a dirigé la région du Niari de 1974 à 1979[réf. nécessaire]. Malgré des oppositions administratives, Victor Justin Sathoud a su mobiliser la population locale ainsi que les associations de parents d'élèves pour obtenir les moyens nécessaires à la construction et à la mise en marche de cet établissement.[réf. nécessaire] Le lycée s'est rapidement distingué par la réussite scolaire de ses élèves, notamment avec une première promotion de bacheliers affichant des résultats parmi les meilleurs du pays[Pas dans la source].

## Situation et importance
Situé dans la ville de Dolisie, le lycée est au centre d'une région agricole et forestière dynamique. Il bénéficie d'une réputation régionale qui a même attiré des élèves de Brazzaville, témoignant ainsi de la qualité de son enseignement[réf. nécessaire]. Le lycée joue un rôle clé dans le développement éducatif du Niari et continue d'accueillir une population scolaire importante, y comprenant des classes terminales confrontées parfois à des contestations liées aux procédures d'examen et d'inscription[Pas dans la source].

## Hommages
Le lycée porte aujourd'hui le nom de Victor Justin Sathoud, rappelant l'importance de cet homme dans l'histoire administrative et politique locale ainsi que dans la promotion de l'éducation dans le Niari. Des hommages ont été rendus aux anciens enseignants et à la mémoire de Victor Justin Sathoud, mettant en avant son action pour l'éradication des discriminations tribales et la promotion de l'unité régionale.

## Voir Aussi